# Revoluția Guatemaleză
Perioada din istoria Guatemalei cuprinsă între loviturile de stat împotriva lui Jorge Ubico în 1944 și Jacobo Árbenz în 1954 este cunoscută pe plan local sub numele de Revoluție (în spaniolă La Revolución). De asemenea, a fost numită și Cei zece ani de primăvară, evidențiind anii de vârf ai democrației reprezentative din Guatemala, din 1930 până la sfârșitul războiului civil din 1996. A fost marcat de punerea în aplicare a unor reforme sociale, politice și, mai ales, agrare care au avut influență în întreaga Americă Latină.
De la sfârșitul secolului al XIX-lea până în 1944, Guatemala a fost guvernată de o serie de conducători autoritari care au încercat să consolideze economia prin sprijinirea exportului de cafea. Între 1898 și 1920, Manuel Estrada Cabrera a acordat concesiuni semnificative companiei United Fruit Company, o corporație americană care făcea comerț cu fructe tropicale, și a deposedat multe populații indigene de pământurile lor comunale. În timpul lui Jorge Ubico, care a condus țara ca dictator între 1931 și 1944, acest proces a fost intensificat, prin instituirea unor reglementări dure privind munca și a unui stat polițienesc.
În iunie 1944, o mișcare populară pro-democrație condusă de studenții universitari și de organizațiile sindicale l-a forțat pe Ubico să demisioneze. Acesta a numit o juntă militară formată din trei persoane pentru a-i lua locul, condusă de Federico Ponce Vaides. Această juntă a continuat politicile opresive ale lui Ubico, până când a fost răsturnată printr-o lovitură de stat militară condusă de Jacobo Árbenz în octombrie 1944, un eveniment cunoscut și sub numele de „Revoluția din octombrie”. Liderii loviturii de stat au format o juntă care a cerut rapid alegeri libere. Aceste alegeri au fost câștigate cu o majoritate zdrobitoare de Juan José Arévalo, un profesor de filozofie progresist care devenise imaginea mișcării populare. Acesta a pus în aplicare un program moderat de reformă socială, inclusiv o campanie de alfabetizare de mare succes și un proces electoral în mare parte liber, deși femeile analfabete nu au primit drept de vot, iar partidele comuniste au fost interzise.
După încheierea președinției lui Arévalo, în 1951, Jacobo Árbenz a fost ales președinte în urma unei victorii zdrobitoare. Liderul militar progresist din 1944 a continuat reformele lui Arévalo și a început un ambițios program de reformă agrară, cunoscut sub numele de Decretul 900. În cadrul acestuia, porțiunile necultivate din marile proprietăți au fost expropriate în schimbul unei despăgubiri și redistribuite muncitorilor agricoli săraci. Aproximativ 500.000 de persoane au beneficiat de acest decret. Majoritatea acestora erau indigeni, ai căror strămoși fuseseră deposedați după invazia spaniolă. Politicile lui Árbenz au dat de furcă companiei United Fruit Company, care a pierdut o parte din terenurile necultivate. Compania a făcut lobby pe lângă guvernul american pentru răsturnarea lui Árbenz, iar Departamentul de Stat al SUA a răspuns prin organizarea unei lovituri de stat sub pretextul că Árbenz era comunist. Carlos Castillo Armas a preluat puterea în fruntea unei junte militare, provocând războiul civil din Guatemala. Războiul a durat din 1960 până în 1996, iar militarii au comis un genocid împotriva populațiilor indigene maya și au încălcat pe scară largă drepturile omului împotriva civililor.

## Context

### Începutul secolului al XX-lea

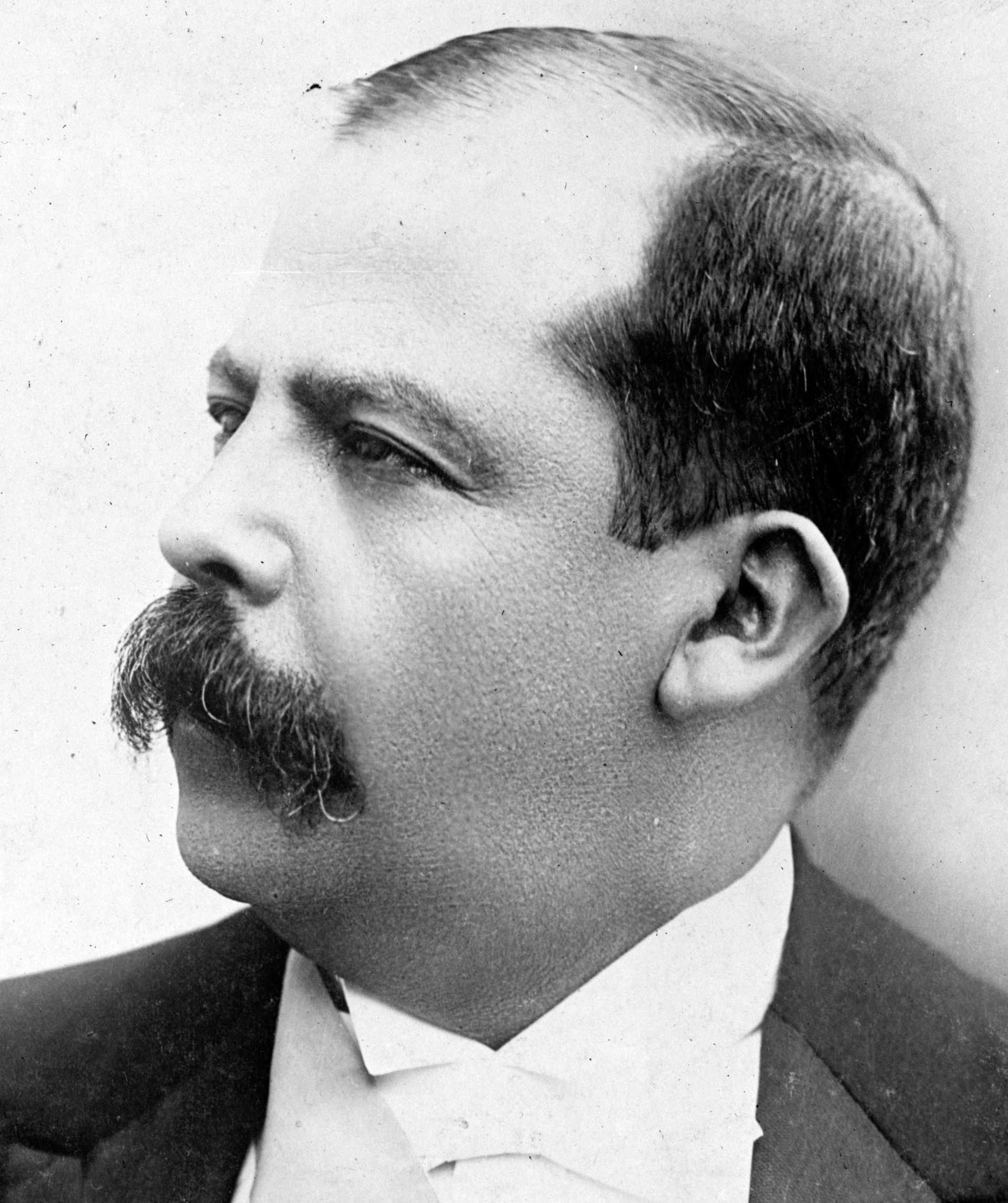
Manuel Estrada Cabrera, președinte al Guatemalei în perioada 1898-1920. a acordat concesii mari americanilor United Fruit Company

Înainte de invazia spaniolă din 1524, populația Guatemalei era aproape exclusiv mayașă. Cucerirea spaniolă a creat un sistem de latifundiari europeni bogați care supravegheau o forță de muncă formată din sclavi și muncitori care lucrau forțat. Cu toate acestea, pământurile comunitare ale populației indigene au rămas sub controlul acestora până la sfârșitul secolului al XIX-lea. În acest moment, creșterea cererii globale de cafea a făcut ca exportul acesteia să devină o sursă importantă de venit pentru guvern. Drept urmare, statul a sprijinit cultivatorii de cafea prin adoptarea unor legi care au luat pământurile de la populația indigenă, precum și prin relaxarea legilor muncii, astfel încât să poată fi folosită munca forțată pe plantații.
United Fruit Company (UFC), cu sediul în SUA, a fost una dintre numeroasele companii străine care au achiziționat mari suprafețe de terenuri, atât ale stat, cât și indigene. Manuel Estrada Cabrera, care a fost președinte al Guatemalei între 1898 și 1920, a permis o sindicalizare limitată în zonele rurale din Guatemala, dar a făcut și alte concesii către UFC. În 1922, a fost creat Partidul Comunist din Guatemala, care a ajuns sa aibă o influență semnificativă în rândul muncitorilor din mediul urban; cu toate acestea, a avut o influență redusă în rândul populației rurale și indiene. În 1929, Marea Criză a dus la prăbușirea economiei și la creșterea șomajului, ceea ce a dus la neliniște în rândul muncitorilor. Temându-se de posibilitatea unei revoluții, elita funciară l-a sprijinit pe Jorge Ubico y Castañeda, care își făcuse o reputație de om nemilos și eficient în calitate de guvernator provincial. Ubico a câștigat alegerile care au urmat în 1931, la care a fost singurul candidat.

### Dictatura lui Jorge Ubico

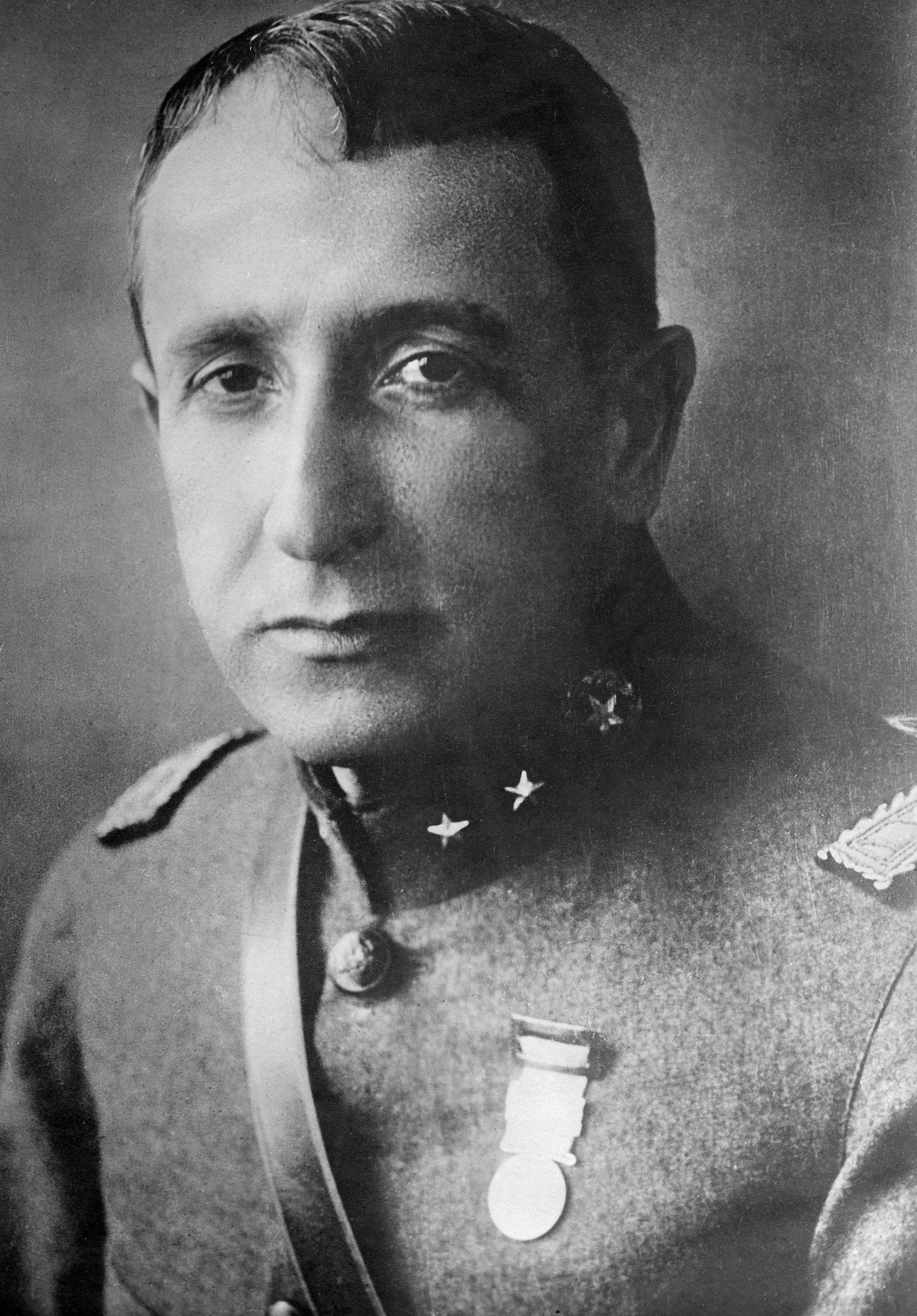
Jorge Ubico, dictatorul Guatemalei în perioada 1931-1944. A adoptat legi care au permis proprietarilor de terenuri să folosească forța letală pentru a-și apăra proprietatea.

Ubico făcuse declarații de susținere a mișcării muncitorești în timpul campaniei pentru președinție, dar după ce a fost ales, politica sa a devenit rapid autoritară. El a abolit sistemul de peonaj pe datorie și l-a înlocuit cu o lege a vagabondajului, care impunea tuturor bărbaților de vârstă aptă de muncă care nu dețineau pământ să efectueze un minim de 100 de zile de muncă silnică. În plus, statul s-a folosit de munca indiană neplătită pentru a lucra la infrastructura publică, cum ar fi drumurile și căile ferate. De asemenea, Ubico a înghețat salariile la niveluri foarte scăzute și a adoptat o lege care le permitea proprietarilor de terenuri imunitate totală față de urmărirea penală pentru orice acțiune pe care o întreprindeau pentru a-și apăra proprietatea, o acțiune descrisă de istorici ca fiind legalizarea crimelor. El a întărit foarte mult forțele de poliție, transformându-le într-una dintre cele mai eficiente și nemiloase din America Latină. Poliția a primit o autoritate mai mare de a împușca și încarcera persoanele suspectate de încălcarea legilor muncii. Rezultatul acestor legi a fost crearea unui resentiment imens împotriva lui în rândul muncitorilor agricoli. Ubico a fost extrem de disprețuitor față de populația indigenă a țării, declarând odată că aceștia seamănă cu măgarii.
Ubico era un mare admirator al liderilor fasciști din Europa, cum ar fi Francisco Franco și Benito Mussolini. Cu toate acestea, el vedea în Statele Unite un aliat împotriva presupusei amenințări comuniste din Mexic. A făcut un efort concertat pentru a obține sprijinul american; când SUA au declarat război Germaniei și Japoniei în 1941, Ubico a urmat exemplul și, acționând la instrucțiunile americane, a arestat toate persoanele de origine germană din Guatemala. A permis SUA să stabilească o bază aeriană în Guatemala, cu scopul declarat de a proteja Canalul Panama. La fel ca predecesorii săi, a făcut concesii mari United Fruit Company, acordându-i 200.000 de hectare de teren public în schimbul promisiunii de a construi un port. Ulterior, el a eliberat compania și de această obligație, invocând criza economică. De la intrarea sa în Guatemala, UFC și-a extins proprietățile funciare prin strămutarea țăranilor și transformarea terenurilor agricole ale acestora în plantații de banane. Acest proces s-a accelerat sub Ubico, al cărui guvern nu a făcut nimic pentru a-l opri.

### Greva generală din iunie 1944
Începutul celui de-al Doilea Război Mondial a sporit tulburările economice din Guatemala. Ubico a reacționat prin reprimarea mai dură a oricărei forme de protest sau disidență. În 1944, a izbucnit o revoltă populară în țara vecină, El Salvador, care l-a înlăturat pentru scurt timp pe dictatorul Maximiliano Hernández Martínez. Acesta a revenit rapid la putere, ceea ce a dus la un val de revoluționari salvadorieni exilați care s-au mutat în Guatemala, lucru care a coincis cu o serie de proteste la universitatea din Ciudad de Guatemala. Ubico a răspuns prin suspendarea constituției la 22 iunie 1944. Manifestanții, care în acest moment includeau mulți membri ai clasei de mijloc, pe lângă studenți și muncitori, au chemat la organizarea unei greve generale și i-au prezentat un ultimatum lui Ubico a doua zi, cerând restabilirea constituției. De asemenea, aceștia i-au prezentat o petiție semnată de 311 dintre cei mai importanți cetățeni guatemalezi. Ubico a trimis poliția să întrerupă protestele trăgând asupra lor și a decretat legea marțială.

### Demisia lui Ubico și numirea unui guvern provizoriu
Confruntările dintre protestatari și armată au continuat timp de o săptămână, perioadă în care revolta a luat amploare. La sfârșitul lunii iunie, Ubico și-a prezentat demisia în fața Adunării Naționale, ceea ce a dus la celebrări uriașe pe străzi.
Demisia lui Ubico nu a restabilit democrația. Ubico a numit trei generali, Federico Ponce Vaides, Eduardo Villagrán Ariza și Buenaventura Pineda, într-o juntă care urma să conducă guvernul provizoriu. Câteva zile mai târziu, Ponce Vaides a convins congresul să îl numească președinte interimar. Ponce s-a angajat să organizeze în curând alegeri libere, în același timp, reprimând protestele. Libertatea presei a fost suspendată, au continuat detențiile arbitrare, iar serviciile comemorative pentru revoluționarii uciși au fost interzise. Cu toate acestea, protestele au luat amploare până la punctul în care guvernul nu a putut să le înăbușe, iar zonele rurale au început, de asemenea, să se organizeze împotriva dictaturii. Guvernul a început să folosească poliția pentru a intimida populația indigenă pentru a menține junta la putere până la viitoarele alegeri. Acest lucru a dus la creșterea sprijinului pentru o revoluție armată în rândul unor segmente ale populației. La acest moment, armata era dezamăgită de juntă, iar progresiștii din cadrul acesteia au început să pună la cale o lovitură de stat.
La 1 octombrie 1944, Alejandro Cordova, editorul El Imparcial, principalul ziar de opoziție, a fost asasinat. Acest lucru i-a determinat pe autorii loviturii de stat militare să ia legătura cu liderii protestelor, în încercarea de a transforma lovitura de stat într-o revoltă populară. Ponce Vaides a anunțat organizarea de alegeri, dar forțele pro-democratice le-au denunțat ca fiind o fraudă, citând încercările sale de a le manipula. Ponce Vaides a încercat să își stabilizeze regimul jucând pe cartea tensiunilor inter-rasiale din cadrul populației guatemaleze. Cel mai vocal sprijin pentru revoluție a venit din partea ladinos, sau a persoanelor de origine rasială mixtă sau de origine spaniolă. Ponce Vaides a căutat să exploateze teama lor față de indieni plătind mii de țărani indigeni pentru a mărșălui în Ciudad de Guatemala în sprijinul său și promițându-le pământ dacă vor susține partidul liberal pe care Ubico îl inițiase ca un paravan pentru dictatură.

## Revoluția din octombrie
Până la jumătatea lunii octombrie, mai multe planuri diferite de răsturnare a juntei au fost puse în mișcare de diverse facțiuni ale mișcării pro-democratice, inclusiv profesori, studenți și facțiuni progresiste ale armatei. La 19 octombrie, guvernul a aflat despre una dintre aceste conspirații.
În aceeași zi, un mic grup de ofițeri din armată a lansat o lovitură de stat, condusă de Francisco Javier Arana și Jacobo Árbenz Guzmán. Deși lovitura de stat fusese inițial pusă la cale de Árbenz și de maiorul Aldana Sandoval, Sandoval l-a convins pe Arana să li se alăture;  cu toate acestea, Sandoval însuși nu a participat la tentativa de lovitură de stat, fiind descris ca „pierzându-și curajul”. Lor li s-au alăturat a doua zi alte facțiuni din armată și populația civilă. Inițial, bătălia a fost împotriva revoluționarilor, dar după un apel la sprijin, rândurile lor au fost mărite de sindicaliști și studenți, iar în cele din urmă au supus facțiunile poliției și armatei loiale lui Ponce Vaides. A doua zi, pe 20 octombrie, Ponce Vaides s-a predat necondiționat.

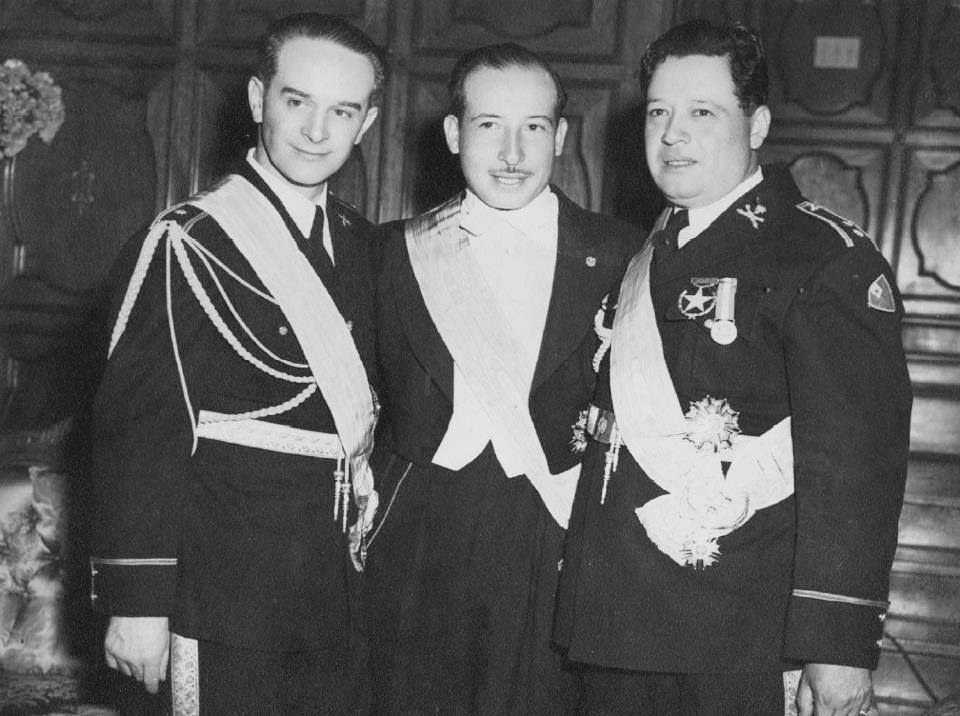
Jacobo Árbenz, Jorge Toriello și Francisco Arana care au supravegheat tranziția către un guvern civil după Revoluția din Octombrie

Lui Ponce Vaides i s-a permis să părăsească țara în siguranță, la fel ca și lui Ubico însuși. Junta militară a fost înlocuită de o altă juntă formată din trei persoane, respectiv Árbenz, Arana și un tânăr din clasa superioară pe nume Jorge Toriello, care jucase un rol important în proteste. Deși Arana ajunsese la conspirația militară relativ târziu, dezertarea sa a adus puternica Guardia de Honor (Garda de Onoare) de partea revoluționarilor, iar pentru acest rol crucial a fost recompensat cu un loc în junta. Junta a promis alegeri libere și deschise pentru președinție și congres, precum și pentru o adunare constituantă.
Demisia lui Ponce Vaides și crearea juntei au fost considerate de cercetători ca fiind începutul Revoluției guatemaleze. Cu toate acestea, junta revoluționară nu a amenințat imediat interesele elitei funciare. La două zile după demisia lui Ponce Vaides, un protest violent a izbucnit la Patzicía, un mic cătun indian. Junta a răspuns cu o brutalitate rapidă, reducând protestul la tăcere. Printre civilii morți se numărau femei și copii.

### Alegerea lui Arévalo
Juan José Arévalo Bermejo s-a născut în 1904 într-o familie din clasa de mijloc. A devenit profesor de școală primară pentru o scurtă perioadă de timp, iar apoi a obținut o bursă la o universitate din Argentina, unde a obținut un doctorat în filosofia educației. S-a întors în Guatemala în 1934 și a obținut un post în Ministerul Educației. I s-a refuzat postul pe care și-l dorea și s-a simțit inconfortabil sub dictatura lui Ubico. A părăsit țara și a ocupat un post de profesor în Argentina până în 1944, când s-a întors în Guatemala. În iulie 1944 se formase Renovación Nacional, partidul profesorilor, iar Arévalo a fost desemnat candidatul acestuia. Într-un val de sprijin neașteptat, candidatura sa a fost susținută de multe dintre organizațiile de vârf din rândul protestatarilor, inclusiv de federația studenților. Lipsa sa de legături cu dictatura și pregătirea sa academică au fost în favoarea sa în rândul studenților și profesorilor. În același timp, faptul că a ales să plece în exil în Argentina conservatoare și nu în Mexicul revoluționar i-a liniștit pe proprietarii de pământuri îngrijorați de reforma socialistă sau comunistă.
Alegerile care au urmat au avut loc în decembrie 1944 și au fost considerate, în linii mari, libere și corecte, deși au votat doar bărbații alfabetizați. Spre deosebire de situații istorice similare, niciunul dintre membrii juntei nu a candidat. Cel mai important contracandidat al lui Arévalo a fost Adrián Recinos, a cărui campanie a inclus o serie de persoane identificate cu regimul Ubico. Buletinele de vot au fost numărate la 19 decembrie 1944, iar Arévalo a câștigat detașat, primind de peste patru ori mai multe buletine de vot decât ceilalți candidați la un loc.

## Președinția lui Arévalo
Arévalo a preluat mandatul la 15 martie 1945, moștenind o țară cu numeroase probleme sociale și economice. În pofida politicii lui Ubico de a folosi forță de muncă neplătită pentru a construi drumuri publice, transportul intern era extrem de inadecvat. 70% din populație era analfabetă, iar malnutriția și sănătatea precară erau larg răspândite. Cei mai bogați 2% dintre proprietarii de terenuri dețineau aproape trei sferturi din terenurile agricole și, prin urmare, mai puțin de 1% dintre acestea erau cultivate. Țăranii indigeni fie nu aveau pământ, fie aveau mult prea puțin pentru a se putea întreține. Trei sferturi din forța de muncă era în agricultură, iar industria era practic inexistentă.

### Ideologie
Arévalo și-a identificat ideologia drept „socialism spiritual”. El credea că singura modalitate de a atenua înapoierea majorității guatemalezilor era un guvern paternalist. Se opunea cu tărie marxismului clasic și credea într-o societate capitalistă reglementată pentru a se asigura că beneficiile sale ajung la întreaga populație. Ideologia lui Arévalo s-a reflectat în noua constituție pe care adunarea guatemaleză a ratificat-o la scurt timp după învestirea sa, care a fost una dintre cele mai progresiste din America Latină. Aceasta prevedea dreptul la vot pentru toți, cu excepția femeilor analfabete, o descentralizare a puterii și prevederi pentru un sistem pluripartid. Cu toate acestea, partidele comuniste erau interzise. Constituția și ideologia socialistă a lui Arévalo au devenit baza pentru o mare parte din reformele adoptate sub conducerea lui Arévalo și (mai târziu) a lui Jacobo Árbenz. Deși guvernul SUA avea să prezinte mai târziu ideologia revoluției ca fiind comunistă radicală, aceasta nu a reprezentat de fapt o schimbare majoră spre stânga și a fost ferm anticomunistă. Viziunea economică a lui Arévalo pentru țară era centrată pe întreprinderea privată.

### Mișcarea muncitorească
Revoluția din 1944 a lăsat neafectați mulți dintre cei mai mari adversari ai muncii sindicaliste, cum ar fi elita funciară și United Fruit Company. Revoluția și alegerea lui Arévalo au marcat totuși o schimbare semnificativă în soarta sindicatelor. Protestele din 1944 au întărit mișcarea sindicală până la punctul în care Ponce Vaides a încetat să mai aplice legea represivă a vagabondajului, care a fost abolită în constituția din 1945. La 1 mai 1945, Arévalo a ținut un discurs de celebrare a muncii sindicaliste, fiind primit extrem de pozitiv. Libertatea presei garantată în noua constituție a atras, de asemenea, multă atenție asupra condițiilor de muncă brutale din Ciudad de Guatemala. De la început, noile sindicate care s-au format s-au împărțit în două tabere, cele care erau comuniste și cele care nu erau comuniste. Politicile represive ale guvernului Ubico au împins ambele facțiuni în clandestinitate, dar au reapărut după revoluție.
Mișcarea comunistă a fost întărită și de eliberarea liderilor săi care fuseseră întemnițați de Ubico. Printre aceștia se numărau Miguel Mármol, Víctor Manuel Gutiérrez și Graciela García, aceasta din urmă neobișnuită pentru că era femeie într-o mișcare în care femeile erau descurajate să participe. Comuniștii au început să se organizeze în capitală și au înființat o școală pentru muncitori, cunoscută sub numele de Escuela Claridad, sau Școala Clarității, care preda cititul, scrisul și, de asemenea, a ajutat la organizarea sindicatelor. La șase luni de la înființarea școlii, președintele Arévalo a închis școala și i-a deportat pe toți liderii mișcării care nu erau guatemalezi. Cu toate acestea, mișcarea comunistă a supraviețuit, mai ales prin dominația sa asupra sindicatului profesorilor.
Răspunsul lui Arévalo față de sindicatele necomuniste a fost mixt. În 1945, el a incriminat toate sindicatele rurale din locurile de muncă cu mai puțin de 500 de lucrători, ceea ce includea majoritatea plantațiilor. Unul dintre puținele sindicate suficient de mari pentru a supraviețui acestei legi a fost cel al lucrătorilor din sectorul bananelor angajați de UFC. În 1946, acest sindicat a organizat o grevă, ceea ce l-a provocat pe Arévalo să scoată în afara legii toate grevele până la adoptarea unui nou cod al muncii. Acest lucru a dus la eforturi din partea angajatorilor de a bloca adoptarea codului muncii, precum și de a-i exploata pe lucrători cât mai mult posibil înainte ca acesta să fie adoptat. Sindicatele au fost, de asemenea, afectate atunci când guvernul SUA a convins Federația Americană a Muncii să fondeze Organizația Regională Internațională a Muncii (ORIT), un sindicat care a adoptat o poziție puternic anticomunistă.
În ciuda opoziției puternice, până în 1947, sindicatele au reușit să organizeze suficient sprijin pentru a forța Congresul să adopte un nou cod al muncii. Această lege a fost revoluționară din multe puncte de vedere; a interzis discriminarea în ceea ce privește nivelul salariilor pe baza „vârstei, rasei, sexului, naționalității, convingerilor religioase sau apartenenței politice”. A creat un set de standarde de sănătate și siguranță la locul de muncă și a standardizat o zi de lucru de opt ore și o săptămână de lucru de 45 de ore, deși congresul a cedat presiunii lobby-ului plantațiilor și a exceptat plantațiile de la această prevedere. De asemenea, codul le cerea proprietarilor de plantații să construiască școli primare pentru copiii muncitorilor lor și exprima un angajament general de a face ca poziția muncitorilor să fie demnă. Deși multe dintre aceste dispoziții nu au fost niciodată puse în aplicare, crearea unor mecanisme administrative pentru această lege în 1948 a permis ca mai multe dintre dispozițiile sale să fie aplicate în mod sistematic. Legea în ansamblu a avut un impact pozitiv uriaș asupra drepturilor muncitorilor din țară, inclusiv prin creșterea salariului mediu de trei ori sau mai mult.

### Relațiile externe
Guvernul Arévalo a încercat să sprijine idealurile democratice și în străinătate. Una dintre primele acțiuni ale lui Arévalo a fost ruperea relațiilor diplomatice cu guvernul spaniol condus de dictatorul Francisco Franco. La două conferințe interamericane din anul următor alegerii sale, Arévalo a recomandat ca republicile din America Latină să nu recunoască și să nu sprijine regimurile autoritare. Această inițiativă a fost respinsă de dictaturile susținute de Statele Unite, cum ar fi regimul Somoza din Nicaragua. Ca răspuns, Arévalo a rupt legăturile diplomatice cu guvernul din Nicaragua și cu guvernul lui Rafael Trujillo din Republica Dominicană. Frustrat de lipsa de rezultate în urma colaborării cu celelalte guverne din America Latină, Arévalo a început să susțină Legiunea Caraibilor, care urmărea să înlocuiască dictaturile cu democrații în întreaga Americă Latină, prin forță dacă era necesar. Acest lucru a făcut ca administrația să fie etichetată drept comunistă de către guvernele dictatoriale din regiune.
Guvernul Arévalo a lansat, de asemenea, ideea unei Federații Central-Americane, ca fiind singurul mod în care un guvern democratic ar putea supraviețui în regiune. A abordat mai mulți lideri ai țărilor democratice din America Centrală, dar a fost respins de toți, cu excepția lui Castañeda Castro, președintele El Salvadorului. Cei doi lideri au început discuțiile pentru a construi o uniune și au înființat mai multe comisii care să analizeze această problemă. La sfârșitul anului 1945 au anunțat formarea uniunii, dar formalizarea procesului a fost întârziată de problemele interne din ambele țări, iar în 1948 guvernul Castro a fost răsturnat printr-o lovitură de stat militară condusă de Óscar Osorio.

### Tentativa de lovitură de stat din 1949
În calitate de ofițerul militar cu cel mai înalt rang în cadrul Revoluției din Octombrie, Francisco Arana a condus junta de trei oameni care a format guvernul interimar după lovitura de stat. Acesta s-a opus predării puterii unui guvern civil, încercând mai întâi să amâne alegerile din 1944, iar apoi să le anuleze. În schimbul permiterii ca Arévalo să devină președinte, lui Arana i s-a acordat funcția nou creată de „șef al forțelor armate”, situată deasupra ministrului apărării. Funcția avea un mandat de șase ani și controla toate numirile militare. În decembrie 1945, Arévalo a fost implicat într-un accident de mașină în urma căruia a fost grav rănit. Temându-se de o lovitură de stat militară, liderii Partidului Acțiunii Revoluționare (PAR) au încheiat un pact cu Arana, prin care partidul a fost de acord să sprijine candidatura acestuia la alegerile din 1950, în schimbul promisiunii de a se abține de la o lovitură de stat.
Sprijinul lui Arana a început să fie solicitat de elita funciară, care se simțea amenințată de reformele lui Arévalo. Arana, care inițial nu era înclinat să se implice în politică, a început să facă declarații ocazionale împotriva guvernului. La alegerile parlamentare din 1948, a susținut o serie de candidați ai opoziției, care au fost învinși cu toții. Până în 1949, Partidul Renovării Naționale și PAR erau ambele ostile în mod deschis lui Arana, în timp ce o mică facțiune din Frontul Popular de Eliberare s-a desprins pentru a-l susține. Partidele de stânga au decis să îl susțină în schimb pe Árbenz, deoarece credeau că numai un ofițer militar îl putea învinge pe Arana.
La 16 iulie 1949, Arana i-a adresat un ultimatum lui Arévalo, cerând înlăturarea tuturor susținătorilor lui Árbenz din cabinet și din armată; a amenințat cu o lovitură de stat dacă cererile sale nu erau îndeplinite. Arévalo l-a informat pe Árbenz și pe alți lideri progresiști cu privire la ultimatum, care au fost cu toții de acord ca Arana să fie exilat. Două zile mai târziu, Arévalo și Arana au avut o altă întâlnire; la întoarcere, convoiul lui Arana a fost interceptat de o mică forță condusă de Árbenz. A urmat un schimb de focuri, în urma căruia au fost uciși trei oameni, inclusiv Arana. Susținătorii lui Arana din armată s-au revoltat, dar nu aveau un lider, iar a doua zi rebelii au cerut negocieri. Tentativa de lovitură de stat s-a soldat cu aproximativ 150 de morți și 200 de răniți. Mulți dintre susținătorii lui Arana, inclusiv Carlos Castillo Armas, au fost exilați. Detaliile incidentului nu au fost făcute publice.

## Președinția lui Árbenz

### Alegerea
Rolul lui Árbenz ca ministru al apărării făcuse deja din el un candidat puternic la președinție, iar sprijinul său ferm pentru guvern în timpul revoltei din 1949 i-a sporit și mai mult prestigiul. În 1950, Partidul de Integritate Națională (PIN), moderat din punct de vedere economic, a anunțat că Árbenz va fi candidatul său la alegerile prezidențiale care urmau să aibă loc. Acest anunț a fost urmat rapid de susținerile majorității partidelor de stânga, inclusiv ale influentului PAR, precum și ale sindicatelor. Árbenz a avut doar câțiva adversari importanți în alegeri, dintr-un numar de zece candidați. Unul dintre aceștia a fost Jorge García Granados, care a fost susținut de unii membri ai clasei medii superioare care considerau că revoluția mersese prea departe. Un altul a fost Miguel Ydígoras Fuentes, care fusese general sub Ubico și care a avut sprijinul opozanților liniei dure a revoluției. În timpul campaniei sale, Árbenz a promis să continue și să extindă reformele începute sub Arévalo. Alegerile au avut loc la 15 noiembrie 1950, iar Árbenz a obținut peste 60% din voturi, în cadrul unor alegeri care au fost libere și corecte, cu excepția privării de dreptul de vot a femeilor analfabete. Árbenz a fost învestit în funcția de președinte la 15 martie 1951.

### Trecutul personal al lui Árbenz
Árbenz s-a născut în 1913 într-o familie din clasa de mijloc de origine elvețiană. În 1935, a absolvit cu note excelente Escuela Politécnica, academia militară națională din Guatemala, și a devenit ulterior ofițer în armata guatemaleză sub conducerea lui Ubico. În calitate de ofițer, Árbenz însuși a fost nevoit să escorteze grupuri de prizonieri. Acest proces l-a radicalizat și a început să formeze legături cu mișcarea sindicală. În 1938, a cunoscut-o și s-a căsătorit cu María Villanova, care era de asemenea interesată de reforma socială și care s-a dovedit a avea o influență semnificativă asupra lui și o figură națională de sine stătătoare. O altă influență puternică asupra sa a fost José Manuel Fortuny, un cunoscut comunist guatemalez, care a fost unul dintre principalii consilieri în timpul guvernării sale. În 1944, dezgustat de regimul autoritar al lui Ubico, el și colegii săi ofițeri au început să comploteze împotriva guvernului. Când Ubico a demisionat în 1944, Árbenz a fost martor la intimidarea încercată de Ponce Vaides asupra Congresului pentru a-l numi președinte. Foarte ofensat de acest lucru, Árbenz a complotat împotriva lui Ponce Vaides și a fost unul dintre liderii militari ai loviturii de stat care l-a răsturnat pe Ponce Vaides, pe lângă faptul că a fost unul dintre puținii ofițeri din timpul revoluției care a format și a menținut legături cu mișcarea civilă populară..

### Reforma agrară
Cea mai mare componentă a proiectului de modernizare a lui Árbenz a fost proiectul de lege privind reforma agrară. Árbenz a redactat el însuși proiectul de lege cu ajutorul unor consilieri care au inclus unii lideri ai partidului comunist, precum și economiști necomuniști. De asemenea, a cerut sfatul a numeroși economiști din întreaga Americă Latină. Proiectul de lege a fost adoptat de Adunarea Națională la 17 iunie 1952, iar programul a intrat în vigoare imediat. Accentul programului era pus pe transferul terenurilor necultivate de la marii proprietari de terenuri către muncitorii săraci ai acestora, care ar fi putut astfel să înceapă o fermă viabilă proprie. Árbenz a fost motivat să adopte legea și pentru că avea nevoie să genereze capital pentru proiectele sale de infrastructură publică din țară. La îndemnul Statelor Unite, Banca Mondială refuzase să acorde Guatemalei un împrumut în 1951, ceea ce a făcut ca lipsa de capital să fie și mai acută.
Titlul oficial al proiectului de lege privind reforma agrară a fost Decretul 900. Acesta a expropriat toate terenurile necultivate de pe proprietățile funciare mai mari de 272 ha. În cazul în care proprietățile aveau o suprafață cuprinsă între 272 de ha și 91 de ha, terenurile necultivate erau expropriate doar dacă mai puțin de două treimi din ele erau folosite. Proprietarii au fost despăgubiți cu obligațiuni guvernamentale, a căror valoare era egală cu cea a terenurilor expropriate. Valoarea terenului propriu-zis era cea pe care proprietarii o declaraseră în declarațiile de impozit din 1952. Redistribuirea a fost organizată de comitete locale care includeau reprezentanți ai proprietarilor de terenuri, ai muncitorilor și ai guvernului. Din cele aproape 350 000 de proprietăți private, doar 1 710 au fost afectate de expropriere. Legea în sine a fost votată într-un cadru capitalist moderat; cu toate acestea, a fost pusă în aplicare cu mare viteză, ceea ce a dus la confiscări arbitrare ocazionale de terenuri. De asemenea, au existat și unele violențe, îndreptate împotriva proprietarilor de terenuri, precum și împotriva țăranilor care dețineau proprietăți funciare minore.
Până în iunie 1954, fuseseră expropriate și distribuite 567.000 ha de pământ. Aproximativ 500.000 de persoane, sau o șesime din populație, primiseră terenuri până în acest moment. Decretul prevedea, de asemenea, acordarea de credite financiare persoanelor care primeau terenuri. Banca Națională Agrară (Banco Nacional Agrario, sau BNA) a fost creată la 7 iulie 1953 și, până în iunie 1954, a plătit peste 9 milioane de dolari sub formă de împrumuturi mici. 53.829 de solicitanți au primit în medie 225 de dolari americani, ceea ce reprezenta de două ori mai mult decât venitul pe cap de locuitor din Guatemala. BNA și-a dezvoltat reputația de a fi o birocrație guvernamentală extrem de eficientă, iar guvernul Statelor Unite, cel mai mare detractor al lui Árbenz, nu a avut nimic negativ de spus despre aceasta. Împrumuturile au avut o rată de rambursare ridicată, iar din cei 3.371.185 de dolari distribuiți între martie și noiembrie 1953, 3.049.092 de dolari fuseseră rambursați până în iunie 1954. Legea a inclus, de asemenea, prevederi pentru naționalizarea drumurilor care treceau prin terenurile redistribuite, ceea ce a crescut foarte mult conectivitatea comunităților rurale.
Contrar previziunilor făcute de detractorii guvernului, legea a dus la o ușoară creștere a productivității agricole guatemaleze, precum și la o creștere a suprafeței cultivate. De asemenea, au crescut achizițiile de mașini agricole. În general, legea a avut ca rezultat o îmbunătățire semnificativă a standardelor de viață pentru multe mii de familii de țărani, dintre care majoritatea erau indigeni. Istoricul Piero Gleijeses a declarat că nedreptățile corectate de lege au fost mult mai mari decât nedreptatea reprezentată de confiscările arbitrare de terenuri, relativ puține. Istoricul Greg Grandin a declarat că legea a fost defectuoasă în multe privințe; printre altele, a fost prea precaută și deferentă față de plantatori și a creat diviziuni comunitare între țărani. Cu toate acestea, a reprezentat o schimbare fundamentală a puterii în favoarea celor care fuseseră marginalizați până atunci.

## United Fruit Company

### Istorie
United Fruit Company a fost înființată în 1899 prin fuziunea a două mari corporații americane. Noua companie deținea mari proprietăți de terenuri și căi ferate în America Centrală, pe care le folosea pentru a-și susține activitatea de export de banane. În 1900 era deja cel mai mare exportator de banane din lume. Până în 1930 avea un capital de exploatare de 215 milioane de dolari SUA și era cel mai mare proprietar de terenuri și angajator din Guatemala de mai mulți ani. Sub Manuel Estrada Cabrera și alți președinți guatemalezi, compania a obținut o serie de concesiuni în țară care i-au permis să își extindă masiv afacerile. Aceste concesiuni s-au făcut frecvent prin reducerea veniturilor fiscale pentru guvernul guatemalez. Compania l-a susținut pe Jorge Ubico în lupta pentru conducerea țării care a avut loc între 1930 și 1932, iar la preluarea puterii, Ubico și-a exprimat disponibilitatea de a crea un nou contract cu aceasta. Acest nou contract a fost extrem de favorabil companiei. Acesta includea un contract de închiriere pe 99 de ani pentru suprafețe masive de teren, scutiri de aproape toate taxele și o garanție că nicio altă companie nu va primi vreun contract concurent. Sub Ubico, compania nu a plătit practic niciun impozit, ceea ce a afectat capacitatea guvernului guatemalez de a face față efectelor Marii Crize. Ubico a cerut companiei să plătească muncitorilor săi doar 50 de cenți pe zi, pentru a împiedica alți muncitori să ceară salarii mai mari. De asemenea, compania deținea practic Puerto Barrios, singurul port al Guatemalei către Oceanul Atlantic, ceea ce îi permitea să obțină profituri din fluxul de mărfuri prin port. Până în 1950, profiturile anuale ale companiei se ridicau la 65 de milioane de dolari, de două ori mai mult decât veniturile guvernului guatemalez.

### Impactul revoluției
Din cauza asocierii sale îndelungate cu guvernul lui Ubico, United Fruit Company (UFC) a fost considerată de către revoluționarii guatemalezi un obstacol în calea progresului după 1944. Această imagine a fost înrăutățită de politicile discriminatorii ale companiei față de muncitorii săi de culoare. Datorită poziției sale de cel mai mare proprietar de terenuri și angajator din țară, reformele guvernului Arévalo au afectat UFC mai mult decât alte companii. Printre altele, codul muncii adoptat de guvern le-a permis muncitorilor săi să intre în grevă atunci când cererile lor pentru salarii mai mari și siguranța locului de muncă nu erau satisfăcute. Compania s-a considerat a fi vizată în mod special de reforme și a refuzat să negocieze cu numeroasele grupuri de greviști, deși încălca frecvent noile legi. Problemele sindicale ale companiei au fost agravate în 1952, când Jacobo Árbenz a adoptat Decretul 900, legea reformei agrare. Din cele 220.000 de ha pe care compania le deținea, 15% erau cultivate; restul terenurilor, care erau inactive, intrau sub incidența legii reformei agrare.

### Eforturi de lobby
United Fruit Company a reacționat prin lobby intensiv pe lângă membrii guvernului Statelor Unite, ceea ce a determinat mulți congresmeni și senatori americani să critice guvernul guatemalez pentru că nu a protejat interesele companiei. Istoricii americani au observat că „guatemalezilor li se părea că țara lor era exploatată fără milă de interese străine care obțineau profituri uriașe fără a contribui în vreun fel la bunăstarea națiunii.” În 1953, 81.000 de ha de teren necultivat au fost expropriate de către guvern, care a oferit companiei o despăgubire de două ori mai mult decât plătise compania atunci când a cumpărat proprietatea. La scurt timp după aceea au avut loc și alte exproprieri, ajungând la un total de peste 160.000 ha; guvernul a oferit companiei despăgubiri la rata la care UFC își evaluase propria proprietate în scopuri fiscale. Acest lucru a dus la continuarea acțiunilor de lobby la Washington, în special prin intermediul secretarului de stat John Foster Dulles, care avea legături strânse cu compania. Compania a început o campanie de relații publice pentru a discredita guvernul guatemalez; l-a angajat pe expertul în relații publice Edward Bernays, care a condus un efort concertat de a prezenta compania ca fiind victima guvernului guatemalez timp de mai mulți ani. Compania și-a intensificat eforturile după ce Dwight Eisenhower a fost ales în 1952. Printre acestea se numără comandarea unui studiu de cercetare despre Guatemala unei firme cunoscute ca fiind de tip hawkish, care a produs un raport de 235 de pagini extrem de critic la adresa guvernului guatemalez. Istoricii au afirmat că raportul era plin de „exagerări, descrieri calomnioase și teorii istorice bizare”. Cu toate acestea, raportul a avut un impact semnificativ asupra congresmenilor cărora le-a fost trimis. În total, compania a cheltuit peste o jumătate de milion de dolari pentru a influența atât legislatorii, cât și membrii publicului din SUA că guvernul guatemalez trebuia răsturnat.

## Lovitura de stat instigată de CIA

### Motivații politice
Pe lângă lobby-ul exercitat de United Fruit Company, alți câțiva factori au determinat Statele Unite să lanseze lovitura de stat care l-a răsturnat pe Árbenz în 1954. În anii Revoluției guatemaleze, în alte câteva țări din America Centrală au avut loc lovituri de stat militare care au adus la putere guverne ferm anticomuniste. Maiorul Oscar Osorio, ofițer al armatei, a câștigat alegerile înscenate din El Salvador în 1950, iar dictatorul cubanez Fulgencio Batista a preluat puterea în 1952. Honduras, unde proprietățile funciare ale United Fruit Company erau cele mai extinse, a fost condus de un guvern anticomunist simpatizant al Statelor Unite încă din 1932. Aceste evoluții au creat tensiuni între celelalte guverne și Árbenz, care au fost exacerbate de sprijinul lui Arévalo pentru Legiunea Caraibilor. Acest sprijin a îngrijorat, de asemenea, Statele Unite și nou înființata Agenție Centrală de Informații. Potrivit istoricului american Richard Immerman, la începutul Războiului Rece, SUA și CIA au avut tendința de a presupune că toți cei care li se opuneau erau comuniști. Astfel, în ciuda interzicerii partidului comunist de către Arévalo, figuri importante din guvernul SUA erau deja predispuse să creadă că guvernul revoluționar fusese infiltrat de comuniști și că reprezenta un pericol pentru SUA. În anii revoluției, în rândul agențiilor guvernamentale americane au circulat mai multe rapoarte și memorandumuri care au întărit această convingere.

### Operațiunea PBFortune
Deși administrația lui Harry Truman devenise convinsă că guvernul guatemalez fusese penetrat de comuniști, aceasta s-a bazat pe mijloace pur diplomatice și economice pentru a încerca să reducă influența comunistă, cel puțin până la sfârșitul mandatului său. Statele Unite au refuzat să vândă arme guvernului guatemalez după 1944; în 1951 au început să blocheze achizițiile de arme de către Guatemala din alte țări. În 1952, Truman a fost suficient de convins de amenințarea reprezentată de Árbenz pentru a începe să planifice o înlăturare sub acoperire, intitulată Operațiunea PBFortune.
Planul fusese inițial sugerat de dictatorul din Nicaragua, susținut de SUA, Anastasio Somoza García, care a declarat că, dacă i s-ar da arme, ar putea răsturna guvernul guatemalez. Truman a dat permisiunea CIA de a merge mai departe cu planul, fără a informa Departamentul de Stat. CIA a plasat un transport de arme pe un vas deținut de United Fruit Company, iar operațiunea a fost plătită de Rafael Trujillo și Marcos Pérez Jiménez, dictatorii anticomuniști de dreapta din Republica Dominicană și, respectiv, Venezuela.. Operațiunea urma să fie condusă de Carlos Castillo Armas. Cu toate acestea, Departamentul de Stat al SUA a descoperit conspirația, iar secretarul de stat Dean Acheson l-a convins pe Truman să anuleze planul.

### Operațiunea PBSuccess

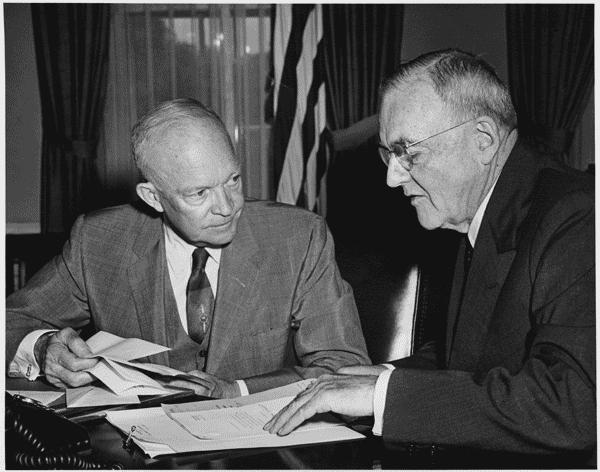
John Foster Dulles și președintele american Dwight Eisenhower

În noiembrie 1952, Dwight Eisenhower a fost ales președinte al SUA. În campania electorală a lui Eisenhower, acesta se angajase să adopte o politică anticomunistă mai activă. Mai multe personalități din administrația sa, inclusiv secretarul de stat John Foster Dulles și fratele său, directorul CIA, Allen Dulles, aveau legături strânse cu United Fruit Company. Aceștia l-au făcut pe Eisenhower să fie predispus să sprijine răsturnarea lui Árbenz.
Operațiunea CIA de răsturnare a lui Jacobo Árbenz, cu numele de cod Operațiunea PBSuccess, a fost autorizată de Eisenhower în august 1953. Operațiunea a beneficiat de un buget de 2,7 milioane de dolari pentru „război psihologic și acțiune politică”. Bugetul total a fost estimat între 5 și 7 milioane de dolari, iar planificarea a angajat peste 100 de agenți CIA. Planificarea CIA a inclus întocmirea unor liste de persoane din guvernul lui Árbenz care urmau să fie asasinate în cazul în care lovitura de stat ar fi fost pusă în aplicare. Au fost întocmite manuale de tehnici de asasinat și au fost întocmite și liste cu persoanele de care junta urma să se debaraseze. După ce a luat în considerare mai mulți candidați pentru a conduce lovitura de stat, printre care Miguel Ydígoras Fuentes, CIA a optat pentru Carlos Castillo Armas. De asemenea, Departamentul de Stat al SUA a demarat o campanie pentru a se asigura că alte țări nu vor simpatiza cu guvernul guatemalez, prin asocierea acestuia cu comunismul și cu Uniunea Sovietică. În 1954, Árbenz devenise disperat să obțină arme și a decis să le achiziționeze în secret din Cehoslovacia, ceea ce ar fi fost prima dată când o țară din blocul sovietic trimitea arme în America. Transportul acestor arme a acționat ca un imbold final pentru ca CIA să își lanseze lovitura de stat.

### Invazia
La 18 iunie 1954, Castillo Armas a condus un convoi de camioane care transporta 480 de oameni peste graniță din Honduras în Guatemala. Armele proveneau de la CIA, care, de asemenea, îi antrenase pe oameni în tabere din Nicaragua și Honduras.
Deoarece armata sa era mult depășită numeric de armata guatemaleză, planul CIA prevedea ca trupele lui Castillo Armas să campeze în interiorul graniței guatemaleze, în timp ce a organizat o campanie psihologică pentru a convinge poporul și guvernul guatemalez că victoria lui Castillo era un fapt împlinit. Această campanie a inclus folosirea preoților catolici pentru a ține predici anticomuniste, mitralierea mai multor orașe cu ajutorul avioanelor CIA și plasarea unei blocade navale în jurul țării[79][80] De asemenea, a presupus aruncarea de pliante cu avionul prin țară și realizarea unei emisiuni radio intitulate „Vocea eliberării”, care anunța că exilații guatemalezi conduși de Castillo Armas urmau să elibereze țara în scurt timp.
Forța militară condusă de Castillo Armas a încercat să facă incursiuni spre orașele Zacapa și Puerto Barrios; cu toate acestea, acestea au fost respinse de armata guatemaleză. Propaganda difuzată de CIA a avut un efect mult mai mare; a reușit să determine un pilot guatemalez să dezerteze, ceea ce l-a determinat pe Árbenz să oprească la sol întreaga forță aeriană, temându-se de dezertarea acesteia. De asemenea, CIA a folosit avioanele sale, pilotate de piloți americani, pentru a bombarda orașele guatemaleze, pentru un efect psihologic. Când s-a constatat că vechile avioane folosite de forța de invazie erau inadecvate, CIA l-a convins pe Eisenhower să autorizeze folosirea a încă două avioane.
Guatemala a făcut un apel la Națiunile Unite, dar SUA s-au opus unei investigații a incidentului de către Consiliul de Securitate, declarând că este o chestiune internă în Guatemala. La 25 iunie, un avion al CIA a bombardat orașul Guatemala, distrugând principalele rezerve de petrol ale guvernului. Speriat de acest lucru, Árbenz a ordonat armatei să distribuie arme țăranilor și muncitorilor locali. Armata a refuzat să facă acest lucru, cerând în schimb ca Árbenz fie să demisioneze, fie să ajungă la un acord cu Castillo Armas.
Conștient că nu mai putea lupta fără sprijinul armatei, Jacobo Árbenz a demisionat la 27 iunie 1954, predând puterea colonelului Carlos Enrique Diaz. Ambasadorul american John Peurifoy a mediat apoi negocierile purtate în El Salvador între conducerea armatei și Castillo Armas, care au dus la includerea lui Castillo în junta militară aflată la putere la 7 iulie 1954, fiind numit președinte provizoriu câteva zile mai târziu. Statele Unite au recunoscut noul guvern la 13 iulie. La începutul lunii octombrie au avut loc alegeri, la care nici un partid politic nu a avut voie să participe, iar Castillo Armas a fost singurul candidat, câștigând alegerile cu 99% din voturi. Printre rezultatele reuniunii din El Salvador s-a numărat o nouă constituție planificată, care ar fi dat înapoi majoritatea reformelor progresiste aduse de revoluție.

### Urmări
În urma loviturii de stat, sute de lideri ai țăranilor au fost arestați și executați. Istoricul Greg Grandin a declarat că „Există astăzi un consens general în rândul academicienilor și al intelectualilor guatemalezi că 1954 a marcat începutul a ceea ce avea să devină cel mai represiv stat din emisferă.” După lovitura de stat și instaurarea dictaturii militare, au început o serie de insurecții de stânga în mediul rural, adesea cu un mare sprijin popular, ce au declanșat Războiul civil din Guatemala, care a durat până în 1996. Cea mai mare dintre aceste mișcări a fost condusă de Armata de gherilă a săracilor, care în punctul său culminant avea 270.000 de membri. Două sute de mii (200.000) de civili au fost uciși în război și au fost comise numeroase încălcări ale drepturilor omului, inclusiv masacre ale populației civile, violuri, bombardamente aeriene și dispariții forțate. Istoricii estimează că 93% dintre aceste încălcări au fost comise de armata susținută de Statele Unite, care a inclus o campanie de genocid împotriva populației indigene maya în anii 1980.